# Snolda
Die Snolda ist eine Fähre des Shetland Islands Council.

## Geschichte
Das Schiff wurde 1983 unter der Baunummer 49 auf der norwegischen Werft Sigbjørn Iversen in Flekkefjord gebaut. Die Kiellegung fand am 9. März, der Stapellauf am 15. Juni 1983 statt. Die Fertigstellung des Schiffes erfolgte am 22. Oktober 1983.
Das Schiff wurde am 28. November 1983 als Filla in Dienst gestellt und im Fährverkehr mit Out Skerries eingesetzt. Benannt war das Schiff nach der südwestlich von der zu den Out Skerries gehörenden Insel Housay liegenden, gleichnamigen Insel. Im Juni 2003 wurde die Fähre durch einen gleichnamigen Neubau ersetzt. Sie wurde nach einer Felsnadel südlich der Insel Papa Stour in Snolda umbenannt und in der Folge im Fährverkehr nach Papa Stour eingesetzt.

## Technische Daten und Ausstattung
Das Schiff wird von einem Dieselmotor angetrieben, der über ein Untersetzungsgetriebe auf einen Verstellpropeller wirkt. Abgeliefert wurde das Schiff mit einem Viertakt-Achtzylinder-Dieselmotor des Herstellers Kelvin Diesels (Typ: TASC8) mit 346 kW Leistung. Im Jahr 2003 wurde das Schiff neu motorisiert und der Motor durch einen Volvo-Penta-Dieselmotor (Typ: D30A M5) mit 445 kW Leistung ersetzt. Das Schiff ist mit einem Bugstrahlruder ausgerüstet.
Das Schiff verfügt über einen erhöhten Vorschiffsbereich, auf dem das Steuerhaus aufgesetzt ist. Dahinter befindet sich ein offenes Ladedeck für den Transport von Fahrzeugen und Ladungsgütern. Auf dem Deck, das für Fahrzeuge am Heck über eine Rampe zugänglich ist, können sechs Pkw befördert werden. Das Schiff ist für die Beförderung von zwölf Passagieren zugelassen. Unter dem Ladedeck befindet sich ein Laderaum. Auf dem erhöhten Vorschiffsbereich ist ein Kran für den Umschlag verschiedener Ladungsgüter installiert, mit dem auch der Laderaum bedient werden kann.